# Konovalî, Romnî
Konovalî (în ucraineană Коновали) este un sat în comuna Sulîmî din raionul Romnî, regiunea Sumî, Ucraina.

## Demografie
Componența lingvistică a localității Konovalî
     Ucraineană (98,27%)
     Rusă (1,73%)
Conform recensământului din 2001, majoritatea populației localității Konovalî era vorbitoare de ucraineană (98,27%), existând în minoritate și vorbitori de rusă (1,73%).